# اخترشناسی نور مرئی

A diagram of the electromagnetic spectrum with the Earth's atmospheric transmittance (or opacity) and the types of telescopes used to image parts of the spectrum.

نجوم با نور مرئی یا اخترشناسی بصری (انگلیسی: Visible-light astronomy)، شامل مشاهدات متنوعی با استفاده از تلسکوپ‌هایی است که در محدودهٔ نور مرئی حساس هستند (تلسکوپ‌های نوری). نجوم با نور مرئی بخشی از نجوم نوری است و با اخترشناسی مبتنی بر انواع نور نامرئی در طیف تابش الکترومغناطیسی، مانند اخترشناسی رادیویی، اخترشناسی فروسرخ، اخترشناسی فرابنفش، اخترشناسی پرتو ایکس و اخترشناسی پرتو گاما متفاوت است. طول موج نور مرئی از ۳۸۰ تا ۷۵۰ نانومتر است.
نجوم با نور مرئی از زمانی که مردم به آسمان شب نگاه می‌کنند وجود داشته‌است، اگرچه از زمان اختراع تلسکوپ، که معمولاً به هانس لیپرشی، سازنده عینک سازی آلمانی-هلندی تعلق می‌گیرد، توان مشاهدهٔ بشر بهبود زیادی یافته‌است. اگرچه گالیله نقش زیادی در ساخت و ایجاد تلسکوپ‌ها داشت. نجوم با نور مرئی با پیشرفت پروژه‌هایی مانند تلسکوپ فضایی جیمز وب که برای راه‌اندازی در چند سال آینده پیش‌بینی می‌شود، در عصر مدرن نیز باز هم بهتر می‌شود.
از آنجایی که نجوم با نور مرئی فقط به نور مرئی محدود می‌شود، برای خیره شدن ساده به ستاره هیچ تجهیزات دیگری نیاز نیست. این بدان معنی است که معمولاً در انواع نجوم و همچنین قدیمی‌ترین آنها می‌توان شرکت کرد.